# Смит, Керри
Ке́рри Смит (англ. Kerry Smith; 29 марта 1953 — 20 апреля 2011) — новозеландская актриса, теле- и радиоведущая.

## Биография
Керри Смит начала сниматься в кино в 1976 году, её дебютной ролью стала роль в фильме «Моё имя — легенда». Заметной стала работа Керри в сериале «Блеск» (1987), где она играла Магду. К 1990-м годам в кино она стала сниматься всё реже, став отдавать больше времени работе в качестве теле и радио ведущей.
Ушла из жизни 20 апреля 2011 года после продолжительной борьбы с раком кожи.